# يفرس (تعز)

تعديل مصدري - تعديل

يفرس هي مدينة ومركز مديرية جبل حبشي بمحافظة تعز اليمنية، بلغ تعداد سكانها 2444 نسمة حسب الإحصاء الذي أجري عام 2004.